# Tour de Pologne 2013 – 7. etap
7. etap kolarskiego wyścigu Tour de Pologne 2013 odbył się 3 sierpnia. Start etapu miał miejsce w Wieliczce, zaś meta w Krakowie. Etap liczył 37 kilometrów. Była to jazda indywidualna na czas.
Zwycięzcą etapu został brytyjski kolarz Bradley Wiggins. Drugie miejsce zajął Fabian Cancellara, a trzecie Taylor Phinney.

## Wyniki etapu
| Miejsce | Zawodnik            | Państwo           | Zespół                       | Czas     |
| ------- | ------------------- | ----------------- | ---------------------------- | -------- |
| 1.      | Bradley Wiggins     | Wielka Brytania   | Sky Procycling               | 46' 36"  |
| 2.      | Fabian Cancellara   | Szwajcaria        | RadioShack-Leopard           | + 56"    |
| 3.      | Taylor Phinney      | Stany Zjednoczone | BMC Racing Team              | + 1' 14" |
| 4.      | Marco Pinotti       | Włochy            | BMC Racing Team              | + 1' 20" |
| 5.      | Kristof Vandewalle  | Belgia            | Omega Pharma-Quick Step      | + 1' 40" |
| 6.      | Pieter Weening      | Holandia          | Orica-GreenEDGE Cycling Team | + 1' 44" |
| 7.      | Jon Izagirre        | Hiszpania         | Euskaltel-Euskadi            | + 2' 05" |
| 8.      | Dominik Nerz        | Niemcy            | BMC Racing Team              | + 2' 13" |
| 9.      | Siergiej Czernecki  | Rosja             | Team Katusha                 | + 2' 15" |
| 10.     | Rafał Majka         | Polska            | Team Saxo-Tinkoff            | + 2' 17" |
|         |                     |                   |                              |          |
| 12.     | Maciej Paterski     | Polska            | Cannondale                   | + 2' 19" |
| 32.     | Tomasz Marczyński   | Polska            | Vacansoleil-DCM              | + 3' 39" |
| 34.     | Przemysław Niemiec  | Polska            | Lampre-Merida                | + 3' 49" |
| 41.     | Mateusz Taciak      | Polska            | CCC Polsat Polkowice         | + 4' 14" |
| 48.     | Bartosz Huzarski    | Polska            | Team NetApp                  | + 4' 28" |
| 60.     | Paweł Cieślik       | Polska            | Reprezentacja Polski         | + 4' 57" |
| 67.     | Karol Domagalski    | Polska            | Reprezentacja Polski         | + 5' 34" |
| 70.     | Michał Gołaś        | Polska            | Omega Pharma-Quick Step      | + 5' 40" |
| 77.     | Bartłomiej Matysiak | Polska            | CCC Polsat Polkowice         | + 6' 00" |
| 78.     | Kamil Gradek        | Polska            | Reprezentacja Polski         | + 6' 11" |
| 92.     | Sylwester Szmyd     | Polska            | Movistar Team                | + 7' 34" |
| 99.     | Paweł Franczak      | Polska            | Reprezentacja Polski         | + 8' 24" |
| 100.    | Łukasz Bodnar       | Polska            | Reprezentacja Polski         | + 8' 29" |
| 102.    | Adrian Honkisz      | Polska            | CCC Polsat Polkowice         | + 8' 50" |